# Судебная инстанция
Суде́бная инста́нция — суд или его структурное подразделение (коллегия, президиум), выполняющее строго определённую функцию, связанную с рассмотрением или разрешением судебных дел (рассмотрение дела по существу, либо проверка в той или иной форме законности и обоснованности ранее принятых по данному делу решений). Понятие судебной инстанции характеризует конкретный вид судебной деятельности.
Следует, в первую очередь, уметь отличать понятие судебного звена от понятия судебной инстанции: судебное звено - это понятие судоустройства, характеризующее место конкретного суда в судебной системе; судебная инстанция - понятие судопроизводства, характеризующее конкретный вид судебной деятельности, непосредственно те полномочия, которыми наделен суд.
В Российской Федерации в гражданском с 2012 г. и в уголовном процессе с 2013 г. различают:
- суд первой инстанции — суд, рассматривающий дело по существу.
- суд апелляционной инстанции  — суд, в котором производится пересмотр не вступивших в законную силу решений суда первой инстанции в апелляционном порядке (путём повторного рассмотрения дела с возможностью вынесения нового решения).
- суд кассационной инстанции — суд, в котором проверяется законность судебных решений, вступивших в законную силу, вынесенных судами первой и апелляционной инстанций (пересмотр по письменным материалам дела без непосредственного исследования доказательств и, как следствие, без возможности вынести новое решение по существу дела)
- суд надзорной инстанции — Президиум Верховного Суда РФ - проверяет законность  судебных решений, вступивших в законную силу.